# RTC Telecalabria
 RTC Telecalabria è un'emittente televisiva privata calabrese, di proprietà di Giuseppe Soluri, con sede a Catanzaro.

## Storia
RTC Telecalabria nacque nel 1975 per opera di Tony Boemi, Salvatore Zoccali e Giuseppe Soluri e la sua ricezione era via cavo per i residenti della città di Catanzaro con il nome di Radio Tele Catanzaro; ma nel 1976 Boemi la lasciò per fondare Telespazio Calabria, e Giuseppe Soluri fonda l'emittente radiotelevisiva Tele Radio Catanzaro 104.
Nel 1980 Tele Radio Catanzaro 104 aderì al circuito televisivo PIN assieme a Tele Uno Cosenza, TeleRadio 2000, Radio Sud Television (l'allora TeleReggio) ed estende la sua copertura nel crotonese e nel reggino grazia a Tele Crotone International di Crotone e e a TeleRadio Sud di Siderno Nel 1981 Tele Radio Catanzaro 104 diventò Quarto Canale e nel 1982 aderì al nuovo circuito televisivo Euro TV, nel 1983 accorpa anche TeleRadio 2000 di Vibo Valentia per la copertura nel vibonese.
Nel 1984 Quarto Canale cambiò nome in Videosera (sempre legata a Euro TV) e nacque Videosera 2: le due emittenti si espansero su tutto il territorio calabrese. Nel 1986 Videosera 2 aderì al circuito Junior TV: le due emittenti erano così collegate a due diverse syndication nazionali. Nel 1987 Odeon TV (già Euro TV) abbandonò Videosera per il consorzio di TV calabresi Vuellesette; nel 1987 aderì a Telemontecarlo e Videosera 2 cambiò nome in TV Giornale di Calabria sempre legata a Junior TV.
Nel 1991 Videosera diventò Telecalabria e si affila a TV7 Pathè; poi tornò a Junior Tv, essa avrebbe avuto tra i più giovani un certo successo con la propria affiliazione alla syndication (Telecalabria mandò per primo in onda nella regione la serie anime Dragon Ball). Nel 1995 Telecalabria cambiò nome in RTC Telecalabria.
Nel 2005 nacque la televisione satellitare Calabria Channel, visibile sul canale 875 di Sky, in alleanza con TeleEuropa Network di Rende, Radio Tele International di Crotone, ReteKalabria di Vibo Valentia, TeleMia di Roccella Jonica e Reggio TV di Reggio Calabria.

## Programmi televisivi
- TG di Calabria
- Raggio di Sole "Alla scoperta del paradiso Calabria", di Lino Polimeni
- Articolo 21 ROMPIAMO LE CATENE, di Lino Polimeni
- TG di Calabria Sport
- Punti di Vista
- L'Intervista
- RotoCalabria
- NOI Calabria
- Il Rubricone
- RTC Sport
- Appuntamenti